# Groenenhagen-Tuinenhoven
Groenenhagen-Tuinenhoven is een Rotterdamse wijk bestaande uit twee delen, Groenenhagen en Tuinhoven in het stadsdeel IJsselmonde.
Groenenhagen-Tuinenhoven ligt ten westen van de A16, ten oosten van de Adriaan Volkerlaan en ten noorden van de Groeninx van Zoelenlaan. In de zuidwestpunt bevindt zich het overdekte winkelcentrum Keizerswaard.
Door de wijk, over de Groene tuin, loopt tramlijn 3, tramlijn 2 begint bij Keizerswaard. Over de Grote Hagen, Groene Tuin, Prinsenplein en de Koninginneweg lopen RET- buslijnen 83 en 183 en over de Adriaan Volkerlaan en de Groeninx van Zoelenlaan loopt Connexxion buslijn 163.
De verkeersaders zijn de Adriaan Volkerlaan en de Groeninx van Zoelenlaan. Via de eerste kan men snel de oprit van de A16 nabij de Van Brienenoordbrug bereiken.
In de wijk voeren Woonbron, de beheerder van de meeste huurwoningen in de wijk en de deelgemeente IJsselmonde een wijkvernieuwingsproject uit. Dit gebeurt in overleg met
VBC, de overkoepelende organisatie voor bewonerscommissies IJsselmonde.
Beverwaard

Groot-IJsselmonde:
De Veranda ·
Groenenhagen-Tuinenhoven ·
Hordijkerveld ·
Kreekhuizen ·
Reyeroord ·
Sportdorp ·
Zomerland

Lombardijen:
Homerusbuurt ·
Karl Marxbuurt ·
Molièrebuurt ·
Smeetsland ·
Zenobuurt

Oud-IJsselmonde
Rotterdam Centrum ·
Rotterdam-Noord ·
Rotterdam-Oost ·
Rotterdam-West ·
Rotterdam-Zuid ·
110-Morgen ·
Afrikaanderwijk ·
Agniesebuurt ·
Bergpolder ·
Beverwaard ·
Blijdorp ·
Blijdorpse polder ·
Bloemhof ·
Boomgaardshoek ·
Bospolder-Tussendijken ·
CS-kwartier ·
Carnisserbuurt ·
Cool ·
Crooswijk ·
De Esch ·
De Veranda ·
Delfshaven ·
Delfshaven-Schiemond ·
Dijkzigt ·
Feijenoord ·
Gadering ·
Groenenhagen-Tuinenhoven ·
Groot-IJsselmonde ·
Heijplaat ·
Het Lage Land ·
Hillegersberg ·
Hillesluis ·
Homerusbuurt ·
Hordijkerveld ·
Kandelaar ·
Karl Marxbuurt ·
Katendrecht ·
Kiefhoek ·
Kleinpolder ·
Kleiwegkwartier ·
Kop van Zuid ·
Kralingen ·
Kralingse Veer ·
Kreekhuizen ·
Landzicht ·
Liskwartier ·
Lloydkwartier ·
Lombardijen ·
Meeuwenplaat ·
Middelland ·
Middengebied ·
Millinxbuurt ·
Molenlaankwartier ·
Molièrebuurt ·
Nesselande ·
Nieuw Engeland ·
Nieuw-Mathenesse ·
Nieuwe Westen ·
Nooddorp ·
Noordereiland ·
Ommoord ·
Oosterflank ·
Oud-Charlois ·
Oud-IJsselmonde ·
Oud-Mathenesse ·
Oude Noorden ·
Oude Westen ·
Oudeland ·
Overschie ·
Pendrecht ·
Prinsenland ·
Provenierswijk ·
Reyeroord ·
Rubroek ·
Sagenbuurt ·
Scheepvaartkwartier ·
Schiebroek ·
Schiemond ·
's-Gravenland ·
Smeetsland ·
Spaanse Polder ·
Spangen ·
Sportdorp ·
Stadsdriehoek ·
Struisenburg ·
Tarwewijk ·
Terbregge ·
Tussenwater ·
Varenbuurt ·
Vondelingenplaat ·
Vreewijk ·
Waalhaven ·
Westpunt ·
Wielewaal ·
Witte Dorp ·
Zalmplaat ·
Zenobuurt ·
Zestienhoven ·
Zevenkamp ·
Zomerland ·
Zuidwijk